# Triphleba melaena
Triphleba melaena är en tvåvingeart som beskrevs av Borgmeier 1963. Triphleba melaena ingår i släktet Triphleba och familjen puckelflugor.
Artens utbredningsområde är South Carolina. Inga underarter finns listade i Catalogue of Life.